# Vigan
Vigan is een stad in de Filipijnse provincie Ilocos Sur op het eiland Luzon. Bij de laatste census in 2010 telde de stad bijna 50 duizend inwoners.

## Geschiedenis
Voordat de Spanjaarden de controle over dit gebied overnamen bevond zich reeds een nederzetting op locatie waar nu Vigan ligt. Deze nederzetting met houten en bamboe huizen gebouwd op hoge palen op het eiland, gescheiden van het vasteland door de rivieren de Abra, de Mestizo en de Govantes, werd door de Spaanse conquistador Juan de Salcedo in 1572 Villa Ferdinandina de Vigan genoemd ter ere van de zoon van Filips II van Spanje. Prins Ferdinandina stierf op vierjarige leeftijd. Als beloning voor zijn geslaagde expeditie en verovering van het noorden van de Filipijnen werd Salcedo benoemd tot Luitenant-gouverneur van de Ilocos regio die in die tijd de huidige provincies Ilocos Norte, Ilocos Sur, Abra, La Union en een deel van Mountain Province omvatte. Villa Ferdinandina de Vigan werd de hoofdstad van deze regio. Het was tevens de meest noordelijke stad die door de Spanjaarden in de Filipijnen was gesticht. Aan het einde van de 17e eeuw ontstond een nieuwe vorm van architectuur die de traditionele bouwstijl combineerde met de bouwtechnieken die door de Spanjaarden werden geïntroduceerd. De zetel van het aartsbisdom van Nueva Segovia werd in 1758 naar de stad verplaatst, waardoor de stad het centrum van religieuze activiteit werd. Drie jaar later werd de stad, als een gevolg van haar gestegen status en uitbreiding hernoemd naar Ciudad Ferdinandina.
De huidige naam van de stad is een verbastering van Ilocano woord Biga een grote taro plant die veelvuldig voorkomt op de oevers van de Mestizo-rivier.
Aan het einde van de Tweede Wereldoorlog ontsnapte de binnenstad van Vigan aan de vernietiging door de Japanners. Het verhaal gaat dat de priester die zich ontfermde over de Filipijnse vrouw en kind van de Japanse bevelhebber van het legeronderdeel dat de stad bezet hield, dit alleen wilde doen onder voorwaarde dat de stad intact gelaten zou worden bij de terugtrekking, hetgeen ook gebeurde.

## UNESCO werelderfgoed
Het historisch centrum van Vigan is het best bewaarde voorbeeld van de Spaans koloniale architectuur in Azië. De binnenstad wordt gekarakteriseerd door de straten met kasseien in een zogenaamd schaakbordpatroon kenmerkend voor de Spaanse koloniale bouwstijl en de unieke architectuur waarbij de Europese stijl van bouwen is vermengd met de Aziatische stijl. De binnenstad van Vigan is om deze redenen in 1999 door de UNESCO op de lijst van werelderfgoed geplaatst.

## Geografie

### Bestuurlijke indeling
Vigan is onderverdeeld in de volgende 39 barangays:
| - Ayusan Norte - Ayusan Sur - Barangay I - Barangay II - Barangay III - Barangay IV - Barangay V - Barangay VI - Barangay VII - Barangay VIII - Barangay IX - Barraca - Beddeng Laud | - Beddeng Daya - Bongtolan - Bulala - Cabalangegan - Cabaroan Daya - Cabaroan Laud - Camangaan - Capangpangan - Mindoro - Nagsangalan - Pantay Daya - Pantay Fatima - Pantay Laud | - Paoa - Paratong - Pong-ol - Purok-a-bassit - Purok-a-dackel - Raois - Rugsuanan - Salindeg - San Jose - San Julian Norte - San Julian Sur - San Pedro - Tamag |

## Demografie
Vigan had bij de census van 2010 een inwoneraantal van 49.747 mensen. Dit waren 2.501 mensen (5,3%) meer dan bij de vorige census van 2007. Ten opzichte van de census van 2000 was het aantal inwoners gegroeid met 4.604 mensen (10,2%). De gemiddelde jaarlijkse groei in die periode kwam daarmee uit op 0,98%, hetgeen lager was dan het landelijk jaarlijks gemiddelde over deze periode (1,90%).

De bevolkingsdichtheid van Vigan was ten tijde van de laatste census, met 49.747 inwoners op 25,12 km², 1980,4 mensen per km².

## Geboren in Vigan
- Esteban Villanueva (1 september 1798), kunstschilder (overleden 1878);
- José Burgos, (9 februari 1837), priester en martelaar (overleden 1872);
- Leona Florentino (19 april 1849), dichteres (overleden 1884);
- Isabelo de los Reyes (7 juli 1864), schrijver, vakbondsleider en politicus (overleden 1938);
- Elpidio Quirino (16 november 1890), 6de president van de Filipijnen (overleden 1956);
- Leon Pichay (27 juni 1902), Ilocano schrijver en dichter (overleden 1970);
- Luis Singson (21 juni 1941), gouverneur en afgevaardigde Ilocos Sur.

## Stedenbanden
- Honolulu (Verenigde Staten)